# Rettungshundeteam

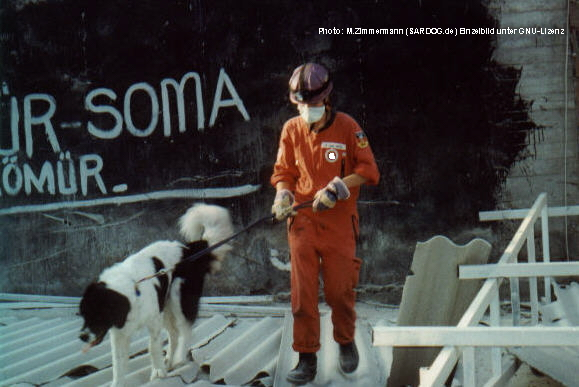
Rettungshundeteam im Türkeieinsatz 1999 (Sakarya)

Der Begriff Rettungshundeteam ist nach DIN 13050 genormt: Es handelt sich dabei um ein Team, bestehend aus Rettungshundeführer und Rettungshund, dessen Aufgabe darin besteht, vermisste oder verschüttete Menschen zu suchen und zu lokalisieren. Es verfügt über eine Qualifikation, wie sie der Mitwirkung im Katastrophenschutz entspricht.
Da die Definition nach DIN 13050 sehr allgemein gehalten ist, haben die „rettungshundeführenden Organisationen“ (Rettungshundestaffeln) eigene Rettungshundeprüfungen  erstellt, um die Qualität der Teams zu gewährleisten.